# West Hollywood
West Hollywood, fundada en 1984, es una ciudad ubicada en el condado de Los Ángeles en el estado estadounidense de California. En el año 2020 tenía una población de 35 757 habitantes y una densidad poblacional de 7 330,0 personas por km². La ciudad se encuentra al oeste de Hollywood, al este de Beverly Hills y al sur de Hollywood Hills, distrito de Los Ángeles.

## Geografía
West Hollywood está limitada en el norte por el barrio Hollywood Hills de Los Ángeles, al este por el distrito de Hollywood de Los Ángeles, al sureste por el distrito de Fairfax de Los Ángeles, al suroeste por el distrito De Beverly Grove, y al oeste por la ciudad de Beverly Hills.
El límite irregular de la ciudad se ofrece en el logotipo de la ciudad, y se formó en gran parte del área no incorporada del condado de Los Ángeles que no había hecho la parte de las ciudades circundantes.
West Hollywood se beneficia de una forma urbana muy densa y compacta con pequeños lotes, uso mixto de la tierra y una rejilla de calles que se puede recorrer. Según Walkscore, un sitio web que clasifica las ciudades basadas en peatonalidad, West Hollywood es la ciudad más transitable en California con un Walkscore de 89. Los corredores comerciales incluyen la vida nocturna y restaurantes enfocados en Sunset Strip, a lo largo del bulevar de Santa Mónica, y las avenidas de arte y del diseño a lo largo de Robertson, de Melrose y del bulevar Beverly. [cita requerida]
Los barrios residenciales en West Hollywood incluyen el Triángulo Norma, West Hollywood Norte, West Hollywood West, West Hollywood Este, y West Hollywood Heights, todos los cuales son sólo unos bloques de largo o ancho. Las principales intersecciones de calles típicamente ofrecen servicios a poca distancia de vecindarios adyacentes.
Según la Oficina del Censo, la ciudad tiene un área total de 4,9 km² (1,9 mi²), de la cual 4,9 km² (1,9 mi²) es tierra y 0 km² (0 mi²) (0%) es agua.

### Clima
West Hollywood tiene un clima subtropical-clima semiárido con un tiempo cálido todo el año. El récord de la temperatura más alta fue de 111 °F registrada el 16 de septiembre de 1963, mientras el récord de la temperatura más baja fue de 24 °F registrada el 4 de enero de 1949. La nevada es rara en West Hollywood, con la última caída ocurrida en 1949. La lluvia es escasa (solamente 13 pulgadas anuales), y cae principalmente durante los meses de invierno.
| Parámetros climáticos promedio de West Hollywood, California | Parámetros climáticos promedio de West Hollywood, California | Parámetros climáticos promedio de West Hollywood, California | Parámetros climáticos promedio de West Hollywood, California | Parámetros climáticos promedio de West Hollywood, California | Parámetros climáticos promedio de West Hollywood, California | Parámetros climáticos promedio de West Hollywood, California | Parámetros climáticos promedio de West Hollywood, California | Parámetros climáticos promedio de West Hollywood, California | Parámetros climáticos promedio de West Hollywood, California | Parámetros climáticos promedio de West Hollywood, California | Parámetros climáticos promedio de West Hollywood, California | Parámetros climáticos promedio de West Hollywood, California | Parámetros climáticos promedio de West Hollywood, California |
| Mes                                                          | Ene.                                                         | Feb.                                                         | Mar.                                                         | Abr.                                                         | May.                                                         | Jun.                                                         | Jul.                                                         | Ago.                                                         | Sep.                                                         | Oct.                                                         | Nov.                                                         | Dic.                                                         | Anual                                                        |
| ------------------------------------------------------------ | ------------------------------------------------------------ | ------------------------------------------------------------ | ------------------------------------------------------------ | ------------------------------------------------------------ | ------------------------------------------------------------ | ------------------------------------------------------------ | ------------------------------------------------------------ | ------------------------------------------------------------ | ------------------------------------------------------------ | ------------------------------------------------------------ | ------------------------------------------------------------ | ------------------------------------------------------------ | ------------------------------------------------------------ |
| Temp. máx. abs. (°C)                                         | 32.2                                                         | 33.3                                                         | 32.8                                                         | 40.6                                                         | 38.3                                                         | 41.7                                                         | 38.9                                                         | 39.4                                                         | 43.9                                                         | 41.1                                                         | 37.8                                                         | 32.8                                                         | '                                                            |
| Temp. máx. media (°C)                                        | 19.4                                                         | 20.6                                                         | 20.6                                                         | 22.8                                                         | 22.8                                                         | 25                                                           | 26.7                                                         | 27.2                                                         | 26.7                                                         | 25                                                           | 22.2                                                         | 20                                                           | 23.3                                                         |
| Temp. mín. media (°C)                                        | 7.8                                                          | 8.3                                                          | 9.4                                                          | 11.1                                                         | 13.3                                                         | 15                                                           | 16.7                                                         | 16.7                                                         | 16.1                                                         | 13.9                                                         | 10.6                                                         | 7.8                                                          | 12.2                                                         |
| Temp. mín. abs. (°C)                                         | -4.4                                                         | -0.6                                                         | 0                                                            | 0                                                            | 0                                                            | 6.1                                                          | 8.3                                                          | 9.4                                                          | 7.2                                                          | 4.4                                                          | 0.6                                                          | -1.1                                                         | -4.4                                                         |
| Precipitación total (mm)                                     | 81                                                           | 77.5                                                         | 67.6                                                         | 14.7                                                         | 6.6                                                          | 1                                                            | 0.5                                                          | 1.8                                                          | 2                                                            | 8.4                                                          | 23.9                                                         | 48.3                                                         | 333.2                                                        |
| Fuente:                                                      |                                                              |                                                              |                                                              |                                                              |                                                              |                                                              |                                                              |                                                              |                                                              |                                                              |                                                              |                                                              |                                                              |

## Demografía

### 2010
La Oficina del Censo de los Estados Unidos en el año 2010 reportó que West Hollywood tenía una población de 34,399 habitantes. La densidad de población fue de 18,225.6 personas por milla cuadrada (7036,9 hab/km²). La composición racial fue de (84.2%) blancos (77.9% blancos no hispanos), 1,115 (3.2%) afroamericanos, 103 (0.3%) nativo americanos, 1,874 (5.4%) asiáticos, 34 (0.1%) isleños del Pacífico, 1,049 (3.0%) de otras razas, y 1,245 (3.6%) de 2 o más razas. Los latinos de cualquier raza fueron 3,613 personas (10.5%).
El censo reportó que 34,290 personas (99,7% de la población) vivían en hogares y 109 (0,3%) en barrios no institucionalizados.
Había 22,511 viviendas, de las cuales 1,141 (5,1%) tenían un niño menor a 18 años viviendo con ellos, 3,060 (13,6%) eran matrimonios viviendo juntos, 852 (3.8%) tenían una jefa de familia femenina sin esposo presente, 431 (1,9%) tenían un jefe de familia masculino sin esposa presente. Había 1,094 (4,9%) personas del sexo opuesto viviendo juntos, y 1,321 (5,9%) matrimonios del mismo sexo. 13,434 viviendas (59,7%) estaban conformados por individuos y 2,606 (11,6%) tenían a alguien viviendo solo que fuera mayor de 65 años. El tamaño medio del hogar era de 1.52.  Había 4,343 familias (19,3% del total de viviendas); el tamaño medio de familia fue de 2.42.
La población se extendió con 1,578 personas (4,6%) menores de 18, 2,407 personas (7,0%) entre 18 a 24, 16,228 personas (47,2%) entre 25 a 44, 9,061 personas (26,3%) entre 45 a 64, y 5,125 personas (14,9%) que eran de 65 años y más. La edad media fue de 40.4 años. Por cada 100 mujeres había 128.4 hombres. Por cada 100 mujeres de 18 y más, había 129,9 hombres. 
Había 24,588 unidades de vivienda con una densidad media de 13,027.4 por milla cuadrada (5,029.9/km²), de las que 4,976 (22,1%) eran ocupadas por el dueño, y 17,535 (77.9%) por inquilinos. La tasa de vacantes de propietarios fue de 3,6%; la tasa de vacantes de renta fue de 5,9%. 7,874 personas (22,9% de la población) vivía en unidades de vivienda ocupadas por sus propietarios y 26,416 personas (76.8%) vivían en casa de renta.
Durante 2009–2013, West Hollywood ha tenido un ingreso medio familiar de $52,649, con 15.8% de la población viviendo de bajo del umbral de la línea de pobreza.}

## Educación

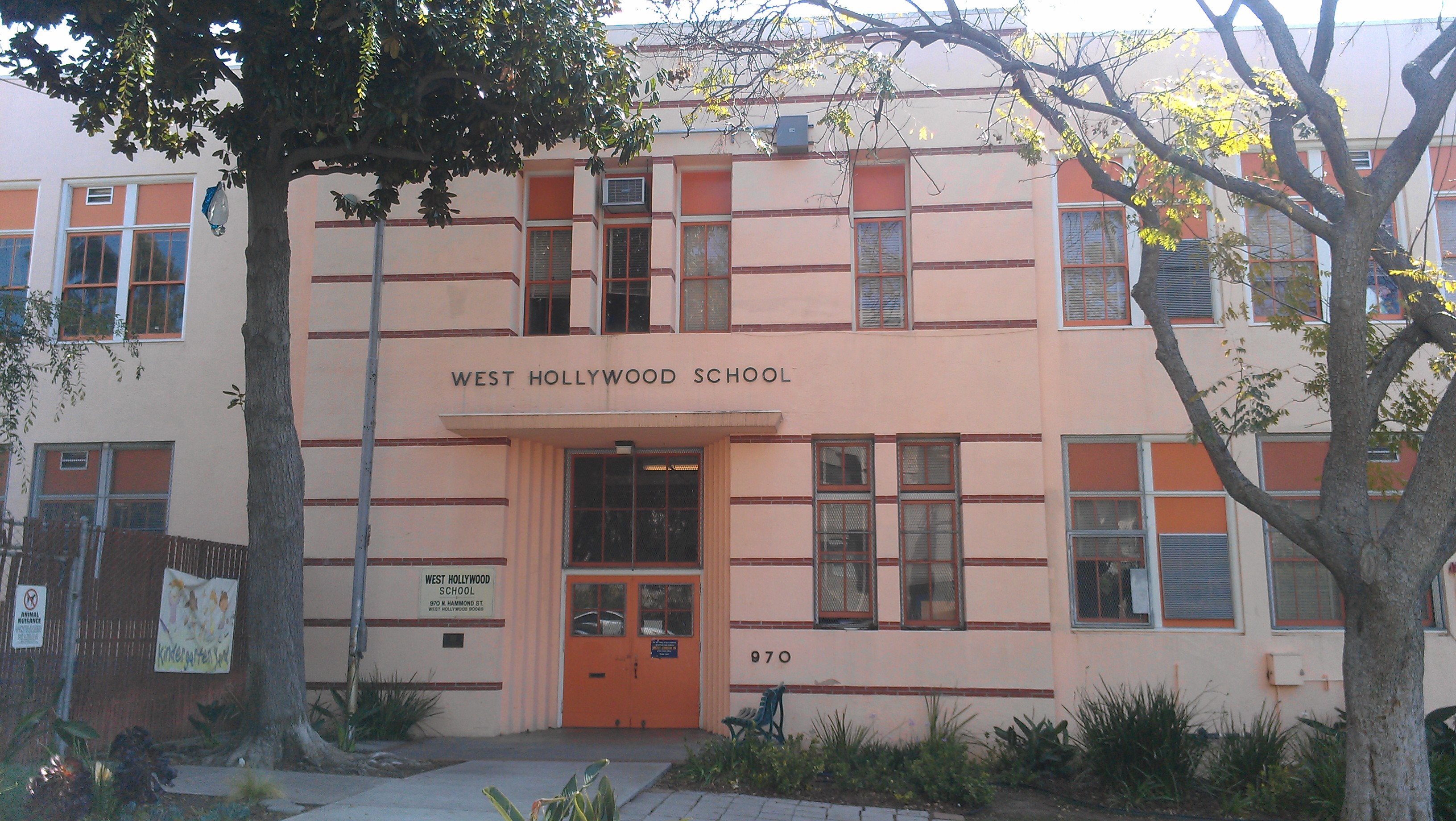
Escuela Primaria de West Hollywood

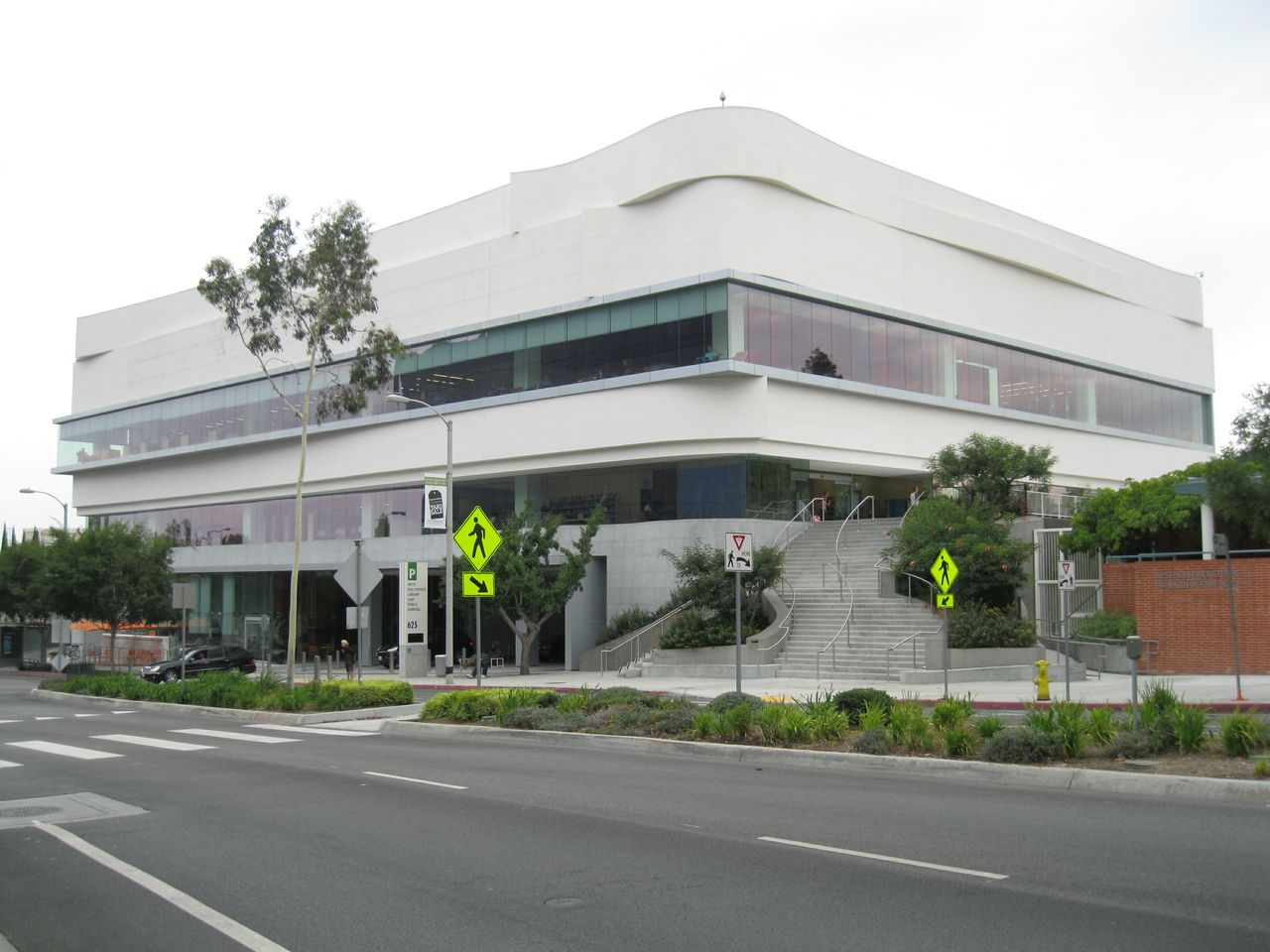
West Hollywood Library

El Distrito Escolar Unificado de Los Ángeles gestiona escuelas públicas, incluyendo la Escuela Primaria de West Hollywood.
La Biblioteca Pública del Condado de Los Ángeles gestiona la Biblioteca de West Hollywood.